# Miskatonic

L'immaginario Massachusetts lovecraftiano. Nel riquadro è indicato il corso del fiume Miskatonic

Il Miskatonic è un fiume immaginario del New England, scaturito dalla fantasia dello scrittore H. P. Lovecraft. Nella finzione letteraria lovecraftiana il fiume attraversa la città di Arkham, che sorge nel Massachusetts, e dà il nome all'omonima valle. Questo fiume viene citato per la prima volta nel racconto intitolato L'immagine nella casa (1920).
In base agli scritti di Lovecraft risulta che le comunità di Arkham e Dunwich si sono sviluppate lungo il corso di questo fiume. La cittadina portuale di Kingsport sorge invece a poca distanza dall'estuario del fiume. L'università di Arkham, nota come "Miskatonic University", deve il suo nome proprio al corso d'acqua.

## Posizione
Il Miskatonic si snoda da ovest e est attraverso il Massachusetts. La sorgente del fiume è nelle colline a est di Dunwich, al confine col New Hampshire. Ne Il colore venuto dallo spazio (1927), l'autore afferma che «c'è un isolotto lungo il Miskatonic, in cui il diavolo possiede un terreno proprio a fianco di uno strano altare di pietra, più antico dei nativi americani».
L'isolotto, disabitato, pare sia luogo di cerimonie di cui sarebbe empio anche il solo sospettare l'esistenza. Il Miskatonic sfocia nel mare due miglia a est di Kingsport, altra città immaginaria dell'universo lovecraftiano. Le acque del fiume pare siano fangose.

## Origini del nome
Secondo una lettera di Lovecraft ad August Derleth ha ideato il nome Miskatonic mescolando alcuni termini della lingua delle tribù algonchine. Anthony Pearsall crede che Lovecraft abbia copiato il nome dal fiume Housatonic, che si estende tra il Massachusetts e il Connecticut.
Daniel Harms suggerisce che Miskatonic derivi da "Misqat", una tribù che discende dai nativi americani del Massachusetts.